# 南河镇 (响水县)
南河镇，是中华人民共和国江苏省盐城市响水县下辖的一个乡镇级行政单位。

## 行政区划
南河镇下辖以下地区：
王集社区、平建社区、河堆社区、上王村、加庆村、昌盛村、新南村、头甲村、安宁村、合兴村、太平村、河西村、八墩村、薛荡村、大沟村、农场村、新建村、新海村和新荡村。